# Javier Jauregui Santillian
Pour les articles homonymes, voir Jauregui.
Javier Jauregui Santillian, né le 15 mai 1978, est un arbitre de football des Antilles néerlandaises.

## Carrière
Il a officié dans une compétition majeure  : 
- Gold Cup 2007 (1 match).